# Słomniki (gmina w guberni kieleckiej)
Słomniki (do 1870 i od 1917 miasto Słomniki) – dawna gmina wiejska istniejąca w latach 1870–1917 w guberni kieleckiej. Siedzibą władz gminy była osada miejska Słomniki.
Gmina Słomniki powstała 13 stycznia 1870 w powiecie miechowskim w guberni kieleckiej w związku z utratą praw miejskich przez miasto Słomniki i przekształceniu jej w wiejską gminę Słomniki w granicach dotychczasowego miasta.
Jako gmina wiejska jednostka przestała funkcjonować z dniem 1 lutego 1917 roku w związku z ponownym nadaniem Słomnikom praw miejskich i przekształceniu jednostki w gminę miejską.